# Музей на старогръцките, византийските и поствизантийските музикални инструменти
Музеят на старогръцките, византийските и поствизантийските музикални инструменти (на гръцки: Μουσείο Αρχαίων, Βυζαντινών και Μεταβυζαντινών Οργάνων) е музей в град Солун, Гърция. Разположен е в историческия квартал Лададика. В допълнение към изложбената зала, музеят разполага с библиотека, електронен архив на партитурите и отдел за музиколожки изследвания.
Музеят показва повече от 200 музикални инструменти, които илюстрират историята на гръцката музика в продължение на 4000 години. Сред гръцките дървени инструменти няма оригинали, а са представени съвременни реконструкции и археологически находки. Съвременните пресъздавания на музикални инструменти са направени от Солунския университет въз основа на дългосрочни проучвания на древната гръцка керамика, скулптура, а по-късно и писмени източници. Повечето от инструментите в основната експозиция са придружени и с аудиозаписи, за да може посетителят не само да види, но също така да чуе звука на инструмента.
Сред най-редките инструменти са седемструнен форминг от минойската ера и авлос от V век пр. Хр., образци от гайди, разпространени на гръцките територии.